# キング・オブ・キングス (1961年の映画)
『キング・オブ・キングス』（原題：King of Kings）は、1961年制作のアメリカ合衆国の映画。
イエス・キリストの生涯を描いた作品。セシル・B・デミル監督が1927年に制作した同名映画をニコラス・レイ監督がリメイクしたものと言われているが、ベルナール・エイゼンシュッツの『ニコラス・レイ‥ある反逆者の肖像』（吉村和明:訳）によれば、そもそもこの作品のアイデアとスクリプトは、プロデューサーのサミュエル・ブロンストンの前作『大海戦史』（1959年）を監督したジョン・ファロー（ミア・ファローの父）のものだったが、使えるレベルではなかったので、ニコラス・レイが旧知のフィリップ・ヨーダンを呼び、手直しさせたものであった。
題名もファロウの時は『人の子』、レイと契約するときは『剣と十字架』であった。これをヨーダンが『キング・オブ・キングス』とすることを提案した。当然デミル側から許諾を受けるという動きもあって、配給の10パーセントを提示する案もあったが、試しにアメリカ映画協会にタイトルを登録してみると、デミル側は未登録であったため、ブロンストン側は印紙代6セントでこの題名を手に入れたという。

## キャスト
| 役名             | 俳優                       | 日本語吹替                                              |
| 役名             | 俳優                       | NETテレビ版                                             |
| ---------------- | -------------------------- | ------------------------------------------------------- |
| イエス           | ジェフリー・ハンター       | 中田浩二                                                |
| ヨハネ           | ロバート・ライアン         | 納谷悟朗                                                |
| バラバ           | ハリー・ガーディノ         | 大塚周夫                                                |
| マリア           | シオバン・マッケンナ       | 京田尚子                                                |
| ピラト           | ハード・ハットフィールド   | 羽佐間道夫                                              |
| ヘロデ           | フランク・スリング         | 家弓家正                                                |
| ユダ             | リップ・トーン             | 加茂嘉久                                                |
| マクダラのマリア | カルメン・セビル           | 中西妙子                                                |
| サロメ           | ブリジット・バズレン       | 鈴木弘子                                                |
| ルシアス         | ロン・ランデル             | 森川公也                                                |
| クロデア         | ヴィヴェカ・リンドフォース | 平井道子                                                |
| ヘロデア         | リタ・ガム                 | 渡辺典子                                                |
| ヨセフ           | ジェラール・ティチー       | 藤本譲                                                  |
| カヤパ           | ガイ・ロルフ               | 千葉順二                                                |
| ペトロ           | ロイヤル・ダノ             |                                                         |
| ヘロデ大王       | グレイゴル・アスラン       | 塩見竜介                                                |
| ナレーション     | オーソン・ウェルズ         | 矢島正明                                                |
| 不明 その他      |                            | 大木民夫 加藤正之 八奈見乗児 田中亮一 石森達幸 藤城裕士 |
|                  |                            |                                                         |
| 演出             | 演出                       | 有村昌記                                                |
| 翻訳             | 翻訳                       | 宇津木道子                                              |
| 効果             | 効果                       | PAG                                                     |
| 調整             | 調整                       | 遠矢征男                                                |
| 制作             | 制作                       | 有村放送プロモーション                                  |
| 解説             | 解説                       | 淀川長治                                                |
| 初回放送         | 初回放送                   | 1973年12月23日 『日曜洋画劇場』                         |